# تيري ديفيد موليجان
تيري ديفيد موليجان (بالفرنسية: Terry David Mulligan)‏
```
(و. 
1942  
م
) هو 
مقدم تلفزيوني
، و
ممثل
 أفلام 
كندي
، ولد في 
نيو ويستمينيستر، كولومبيا البريطانية
.
[
1
]
```

## وصلات خارجية
- تيري ديفيد موليجان على موقع IMDb (الإنجليزية)
- تيري ديفيد موليجان على موقع أول موفي (الإنجليزية)
- تيري ديفيد موليجان على موقع ديسكوغز (الإنجليزية)
- تيري ديفيد موليجان على موقع قاعدة بيانات الفيلم (الإنجليزية)